# Andreaea alpina
Andreaea alpina là một loài rêu trong họ Andreaeaceae. Loài này được Hedw. mô tả khoa học đầu tiên năm 1801.